# Mitchell Robinson
Mitchell Robinson (Pensacola, Florida, 1 de abril de 1998) es un baloncestista estadounidense que pertenece a la plantilla de los New York Knicks de la NBA. Con 2,13 metros de estatura, juega en la posición de pívot.

## Trayectoria deportiva

### High School
Tras pasar sus dos primeros años en el instituto Pine Forest de Pensacola, en 2015 fue transferido al de Landry Walker, pero acabó finalmente en el de Chalmette en St. Bernard Parish, Luisiana, donde jugó sus dos últimas temporadas de high school, promediando en la última de ellas 25,7 puntos, 12,6 rebotes y 6,0 tapones por partido.
Se convirtió en el primer jugador de Chalmette en disputar el McDonald's All-American Game, en el que anotó 14 puntos, así como el Jordan Brand Classic.

### Universidad
En julio de 2015 se compometió con Western Kentucky, y entrenó con el equipo durante dos semanas previas a un viaje a Costa Rica, pero abandonó el campus y fue sancionado indefinidamente por la universidad por incumplir las reglas. Tras hablar con el entrenador Rick Stansbury, se le concedió la posibilidad de irse transferido, y tendría que pasar toda la temporada en blanco.
Con la esperanza de que la NCAA conceda una exención, Robinson visitó la Universidad Estatal de Luisiana, la Universidad de Kansas y la Universidad de Nueva Orleans en agosto de 2017. El 27 de ese mes regresó a Western Kentucky, un mes después de su marcha. En el mes de septiembre anunció que dejaba la universidad y que se prepararía para entrar en el Draft de la NBA de 2018.

### Profesional
Fue elegido en la trigésimo sexta posición del Draft de la NBA de 2018 por New York Knicks, con quienes disputó la NBA Summer League, jugando cinco partidos en los que promedió 13,0 puntos y 10,2 rebotes. El 8 de julio de 2018 firmó un contrato multianual con los Knicks. El 28 de marzo de 2019, Robinson logró máximos de temporada con 19 puntos y 29 rebotes en un partido ante Toronto Raptors, y se convirtió en el primer rookie de los Knicks tras Willis Reed en 1965 en lograr 19 puntos y 21 rebotes en un partido.
Ya en su segunda temporada, el 17 de diciembre de 2019, anotó 22 puntos y capturó 13 rebotes ante los Hawks. El 1 de enero de 2020 ante Portland Trail Blazers, anotó 22 puntos con un perfecto 11 de 11 en tiros de campo. Y el 29 de febrero alcanzó su máximo personal con 23 puntos ante Chicago Bulls. Finalizó la temporada con el mejor porcentaje de tiros de campo de la historia (74,19%), superando la marca de Wilt Chamberlain (72,70%  en la 1972-73).
Durante su tercer año, el 12 de febrero de 2021, en un partido ante los Wizards, se fracturó la mano derecha. Una vez recuperado, el 27 de marzo vuelve a lesionarse, fracturándose el pie, por el que será intervenido.
En su cuarta temporada en Nueva York, el 7 de febrero de 2022 igualó su mejor registro de rebotes con 21 (10 de ellos ofensivos) ante Utah Jazz. Finalizó la temporada con el mejor porcentaje de tiros de campo de la historia (76,10%), superando su propia marca de dos años atrás, pero al no llegar a los 300 tiros de campos encestados (se quedó en 261), el ganador oficial de esa estadística fue Rudy Gobert (71,26%).
El 1 de julio de 2022 acuerda una extensión de contrato con los Knicks por 4 años y $60 millones.
Durante su sexta temporada con los Knicks, el 8 de diciembre de 2023 ante Boston Celtics se lesiona el tobillo y será operado. Semanas después se confirma que, en lugar de las 10 semanas previstas de recuperación, se perderá todo lo que resta de temporada 2023-24.

## Estadísticas de su carrera en la NBA
|  | Récord NBA |

### Temporada regular
| Año     | Equipo   | PJ  | PT  | MPP  | %TC  | %3P | %TL  | RPP | APP | ROB | TPP | PPP |
| ------- | -------- | --- | --- | ---- | ---- | --- | ---- | --- | --- | --- | --- | --- |
| 2018-19 | New York | 66  | 19  | 20.6 | .694 | —   | .600 | 6.4 | .6  | .8  | 2.4 | 7.3 |
| 2019-20 | New York | 61  | 7   | 23.2 | .742 | —   | .568 | 7.0 | .6  | .9  | 2.0 | 9.7 |
| 2020-21 | New York | 31  | 29  | 27.5 | .653 | —   | .491 | 8.1 | .5  | 1.1 | 1.5 | 8.3 |
| 2021-22 | New York | 72  | 62  | 25.7 | .761 | —   | .486 | 8.6 | .5  | .8  | 1.8 | 8.5 |
| 2022-23 | New York | 59  | 58  | 26.9 | .671 | —   | .484 | 9.4 | .9  | .9  | 1.8 | 7.4 |
| 2023-24 | New York | 31  | 21  | 24.8 | .575 | —   | .409 | 8.5 | .6  | 1.2 | 1.1 | 5.6 |
| 2024-25 | New York | 17  | 3   | 17.1 | .661 | —   | .684 | 5.9 | .8  | .9  | 1.1 | 5.1 |
| Total   | Total    | 337 | 199 | 24.1 | .700 | —   | .522 | 7.8 | .6  | .9  | 1.8 | 7.8 |

### Playoffs
| Año   | Equipo   | PJ | PT | MPP  | %TC  | %3P | %TL  | RPP | APP | ROB | TPP | PPP |
| ----- | -------- | -- | -- | ---- | ---- | --- | ---- | --- | --- | --- | --- | --- |
| 2023  | New York | 11 | 11 | 27.1 | .604 | —   | .394 | 9.3 | .8  | .7  | 1.5 | 6.5 |
| 2024  | New York | 6  | 0  | 19.1 | .500 | —   | .375 | 6.8 | .5  | 1.0 | 1.2 | 2.8 |
| 2025  | New York | 18 | 4  | 20.6 | .608 | —   | .393 | 7.1 | .4  | .9  | .8  | 4.7 |
| Total | Total    | 35 | 15 | 22.4 | .593 | —   | .392 | 7.7 | .5  | .9  | 1.1 | 4.9 |